# 跑趴滴答
〈跑趴滴答〉（英語："Tik Tok"）是由美國歌手凱莎所主唱的一首單曲。此曲於2009年8月7日公開，並且是惡女凱莎第一張專輯的主打單曲。

## 簡介
根據惡女凱莎所說，歌詞其實是代表了她的，而且更是根據她自己的生活而作的。這首歌传达着这样一个信息：不要被周遭的事物所打击。此歌是一首電子舞曲，並加插了拍掌及合成器的元素。此歌的正歌部分是由饒舌組成的，但副歌就是用有旋律的歌唱方式唱出來的。人們經常把此歌的音樂與女神卡卡的歌曲比較。

## 曲目
| - 美國單曲 1. "Tik Tok" – 3:20 - 英國單曲 1. "Tik Tok" – 3:20 2. "Tik Tok" (Tom Neville's Crunk & Med Mix) – 6:53 | - 英國EP 1. "Tik Tok" – 3:20 2. "Tik Tok" (Fred Falke Club Remix) – 6:42 3. "Tik Tok" (Chuck Buckett's Verucca Salt Remix Remix) – 4:55 4. "Tik Tok" (Tom Neville's Crunk & Med Mix) – 6:53 5. "Tik Tok" (Untold Remix) – 5:01 |